# Johnathan Williams
Pour les articles homonymes, voir Jonathan Williams.
Johnathan Lee Williams III, né le 22 mai 1995 à Memphis dans le Tennessee, est un joueur américain de basket-ball. Il évolue au poste d'ailier fort.

## Biographie
Après ne pas avoir été drafté en NBA en 2018, il s'engage avec les Lakers de Los Angeles afin de participer à la NBA Summer League 2018. Le 21 juillet 2018, il s'engage avec la franchise californienne, avec laquelle il va débuter lors du training camp.
Il est coupé le 13 octobre 2018 puis resigné en contrat "two-way" avec les Lakers de Los Angeles le 19 octobre 2018.
Le 26 décembre 2019, après avoir débuté la saison dans le championnat israélien, il signe avec les Wizards de Washington jusqu'à la fin de saison. Le 5 janvier 2020, il est coupé. Le 12 janvier 2020, il se réengage avec les Wizards de Washington, par l'intermédiaire d'un contrat two-way, après que la franchise ait libéré C.J. Miles de la fin de son contrat.
Le 6 septembre 2020, il signe pour une saison avec le club turc de Galatasaray SK mais en février 2021, Williams s'engage avec les Niners Chemnitz, un club de première division allemande.
En août 2021, Williams s'engage avec l'Aquila Basket Trente, club de première division italienne (LegA).